# Ryan Strausborger
Ryan Strausborger (né le 4 mars 1988 à Osceola, Indiana, États-Unis) est un joueur de champ extérieur des Rangers du Texas de la Ligue majeure de baseball.

## Carrière
Joueur des Sycamores de l'université d'État de l'Indiana, Ryan Strausborger est repêché par les Rangers du Texas au 16e tour de sélection en 2010.
Il fait ses débuts dans le baseball majeur avec les Rangers le 5 août 2015 contre les Astros de Houston. Il réussit son premier coup sûr au plus haut niveau le 8 août suivant aux dépens du lanceur David Rollins des Mariners de Seattle. Son premier coup de circuit est réussi le 16 août 2015 aux dépens du lanceur Drew Smyly des Rays de Tampa Bay.